# Notophthiracarus similis
Notophthiracarus similis är en kvalsterart som beskrevs av Wojciech Niedbała 200. Notophthiracarus similis ingår i släktet Notophthiracarus och familjen Phthiracaridae. Inga underarter finns listade i Catalogue of Life.